# أم العظام (ولاية الجلفة)
توجد بلدية أم العظام بدائرة فيض البطمة ولاية الجلفة تحدها شمالا بلدية عمورة وشرقا بلدية راس الميعاد التابعة لولاية بسكرة وغربا قطارة التابعة إداريا لدائرة مسعد وهي بلدية تعدادها السكاني حوالي 17000 مواطن يمارس رعي الماعز والإبل .